# 脱忽思皇后
脱忽思（?—?），元朝人物。
氏族不详。大蒙古国忽都笃汗和世㻋（元朝皇帝元明宗）的皇后（可敦、哈屯，汉译皇后）。元朝的后妃只有两等，汉人称之为皇后与妃子。元世祖以后只有得到策宝的皇后才算正宫皇后。她的地位次于正宫皇后八不沙。脱忽思皇后曾经守明宗斡儿朵，元文宗至顺二年（1331年）赐湘潭户四万作为汤沐邑。但是当时文书，称她为娘子不称皇后。元惠宗时，哈麻提调宁徽寺，出入脱忽思宫中，被御史海寿所劾。宁徽寺是管理脱忽思位下钱粮的，脱忽思向皇帝哭诉，海寿因此被罢官。